# علیرضا آرتا
علیرضا آرتا (زادهٔ ۱۶ بهمن ۱۳۷۵) بازیکن فوتبال اهل ایران که در پست مدافع در باشگاه فوتبال چادرملو اردکان در لیگ برتر خلیج فارس بازی می‌کند.
وی همچنین در تیم ملی فوتبال امید ایران بازی کرده است.

## افتخارات

#### تراکتور
- لیگ برتر خلیج فارس (۱): ۰۴–۱۴۰۳